# 南伊予站
南伊予站（日语：／ Minami-Iyo eki */?）是位在日本愛媛縣伊予市、隸屬於四國旅客鐵道（JR四國）的鐵路車站。車站編號為U02-1。只停靠普通列車。是整個松山站高架化工程的一部份，旁邊為由原來附設於松山站旁、現遷移至此的「松山車輛基地」，這個車站的興建，有相當部份都是方便車輛基地上班的人員使用，而伊予市也向JR四國提出希望在此設站以方便附近居民，所以也算是「請願站」。站名取自原舊地名「南伊予村」而來的。
本站位於伊予市的最北端中的一角，因市界與隣接的伊予郡松前町町界呈凹凸形，橫跨的予讚線都被市町界線不斷分割，結果造成了本站和前後兩站的所在地皆不相同的特殊情況。
本站是JR四國民營化後的第5個新車站，也是實行車站編號、繼小村神社前站後第2個需要使用分支編號的車站。

## 所屬路線
四國旅客鐵道
■ 予讚線

## 車站結構
本站與伊予橫田站相同，均採用簡易車站模式，不設有站房。在進入月台的入口處旁擺放了1座室內的售票亭，亭內放置了一部售票機，讓購票乘客在不穏定的天氣下仍能方便地購票。

### 月台配置
採用鋼架及鋼板所建成、長85米的側式月台1個，有效長度為4輛，列車不能在此站進行交換。
以無障礙斜道連接月台及車站入口，整個月台主要為露天設計，而在月台上亦設有小型有蓋式候車間。列車靠站時，往松山方向為右側開門，往伊予市方向為左側開門。
| 路線    | 方向 | 目的地                               | 備註 |
| ------- | ---- | ------------------------------------ | ---- |
| ■予讚線 | 下行 | 伊予市、伊予大洲、八幡濱、宇和島方向 |      |
| ■予讚線 | 上行 | 松山、伊予北條方向                   |      |

## 歷史
- 2018年11月26日：伊予市及JR四國宣佈將會於此位置興建新車站[1]。
- 2020年3月14日：開業[2][3]。

## 利用狀況
以下資料出自伊予市統計書。該統計書每隔五年出版一次。
| 上下車人數推算 | 上下車人數推算 | 上下車人數推算        |
| 年度           | 1日平均人數    | 出處                  |
| -------------- | -------------- | --------------------- |
| 2019           | 167            | [ 統計 1 ] [ 統計 2 ] |
| 2020           | 128            | [ 統計 1 ] [ 統計 2 ] |
| 2021           | 142            | [ 統計 1 ] [ 統計 2 ] |

## 相鄰車站
四國旅客鐵道（JR四國）
■予讚線
特急「宇和海」、觀光列車
通過
普通
北伊予（U02）－南伊予（U02-1）－伊予橫田（U03）

### 統計資料
1. ↑  10. 運輸・通信 —　いよしの統計（令和4年度版）
2. ↑  2019年度只計算由2020年3月12日至31日、共20人的客量，並除以真正營業日數。

## 外部連結
- 四國旅客鐵道南伊予站官方發車時間表。